# Legion Śląski

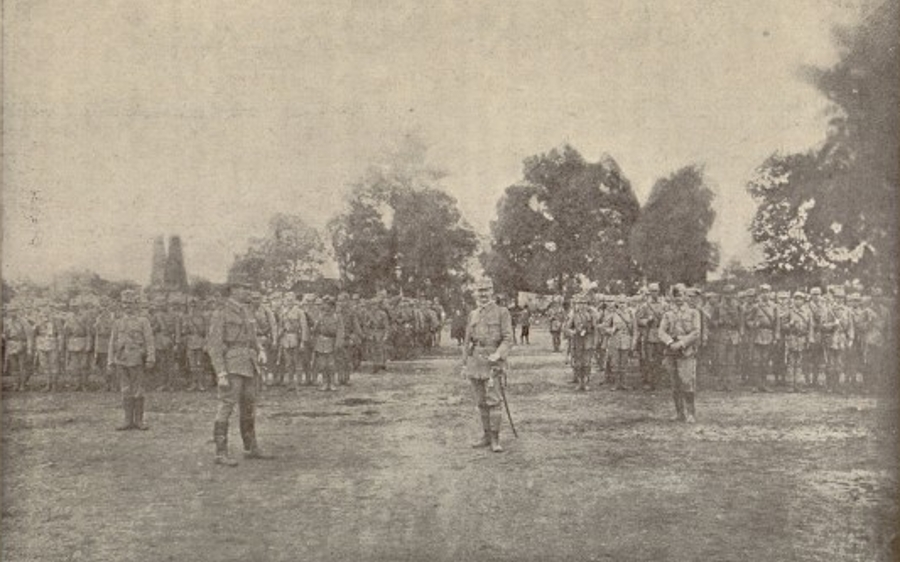
Legion śląski w Parku Sikory w Cieszynie w 1914 roku

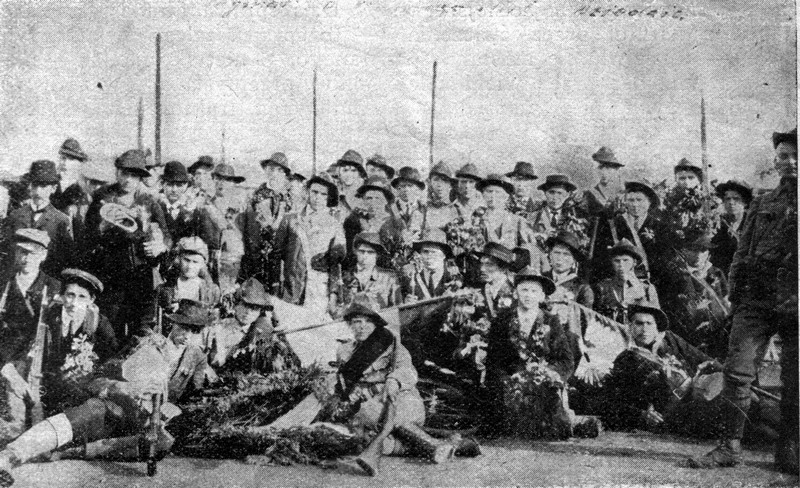
Drużyna Sokoła w Dziedzicach, która w 1914 roku wstąpiła do Legionu Śląskiego

Legion Śląski (zwany również cieszyńskim) – oddział wojskowy utworzony w 1914 roku w Cieszynie, który został włączony do Legionu Wschodniego. Jako część II Brygady Legionów pod dowództwem płk. Józefa Hallera uczestniczył we wszystkich kampaniach wojennych w Karpatach i Besarabii, na Bukowinie i Wołyniu.

## Historia

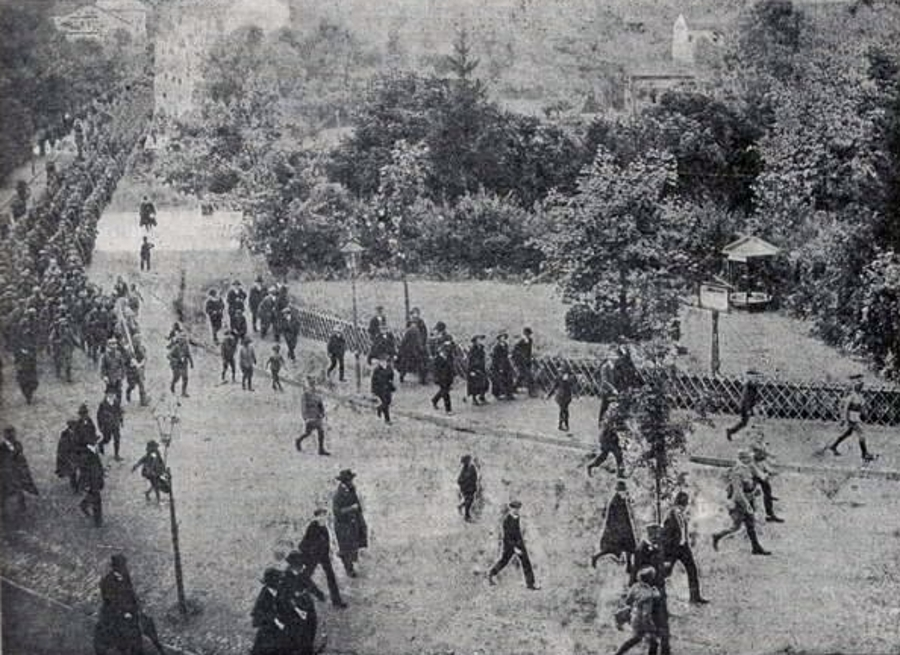
Wymarsz Legionu śląskiego z Cieszyna do Mszany Dolnej 21 września 1914 roku

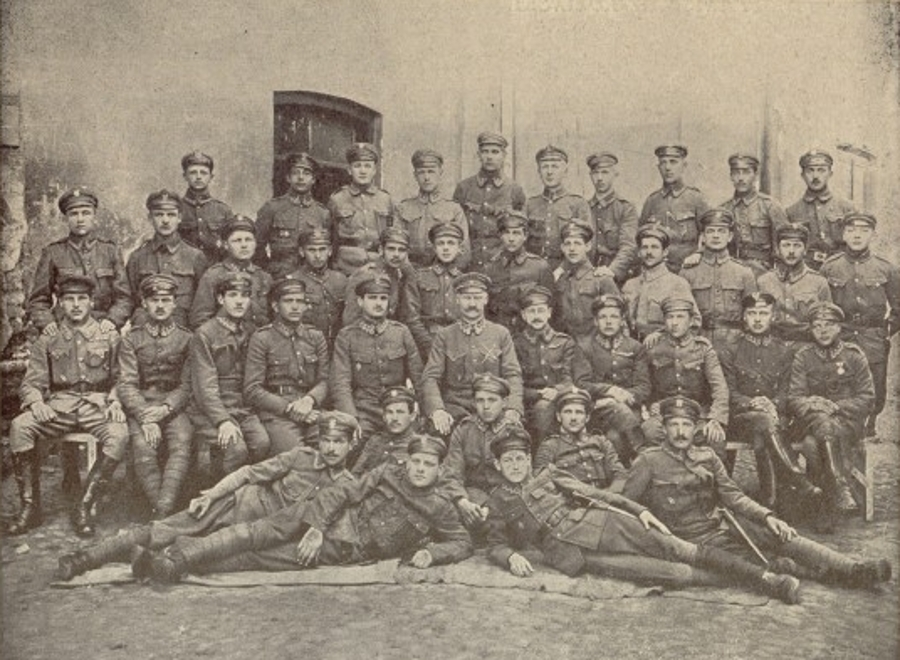
Komendant Hieronim Przepiliński (w centrum) wraz z członkami Legionu Śląskiego w Warszawie w 1916

Inicjatorami powstania oddziału w odpowiedzi na wezwanie Józefa Piłsudskiego byli komendant Polskiego Towarzystwa Gimnastycznego Sokół i dyrektor szkoły Macierzy w Cieszynie Hieronim Przepiliński oraz nauczyciel Jan Łysek.
Legion uformował się w tzw. Parku Sikory, położonym w Cieszynie nad lewym brzegiem Olzy. Powstał on na bazie drużyn polowych śląskiego oddziału Polskiego Towarzystwa Gimnastycznego Sokół, których komendantem był Hieronim Przepiliński. W tym czasie na terenie Śląska Cieszyńskiego działo 25 gniazd Sokoła znajdujących się w Cieszynie, Michałkowicach, Gruszowe, Polskiej i Morawskiej Ostrawie, Boguminie, Dworcu, Frysztacie, Karwinie, Górnej Suchej, Łąkach, Błędowicach Dolnych, Darkowie, Lutyni Polskiej, Lutyni Niemieckiej, Orłowej, Jabłonkowie, Trzyńcu, Bielsku, Dziedzicach, Wędryni, Ropicy.
Około 700 ochotników zebrało się w parku Sikory gdzie odbyła się ich weryfikacja oraz rejestracja. Część z nich oddalono ze względu na stan zdrowia lub nieodpowiedni wiek. Rekrutom wydano mundury oraz przeprowadzono kilkukrotne ćwiczenia polowe, a na strzelnicy wojskowej w Boguszowicach odbyło się szkolenie w posługiwaniu się bronią oraz ostre strzelanie. W sumie legion utworzyło go ok. 600 ochotników ze Śląska Cieszyńskiego oraz Pogranicza Morawskiego. Organizacją oraz ekwipażem powstającego oddziału zajęła się śląska sekcja Sokoła przy wsparciu lokalnej społeczności.
Około 600 ochotników podzielono na dwie kompanie pod dowództwem Feliksa Hajduka oraz Jana Łyska. Funkcję komendanta objął Hieronim Przepiliński, ale w jego imieniu dowodził całością ppor. Józef Lebiedzik. Oddział podzielono na plutony, które prowadzili Tadeusz Farny z Nawsia, leg. Ćwiękała z Cieszyna, Robert Szewieczek z Darkowa, Zygmunt Zajchowski z Ostrawy, Ferdynand Kotas z Orłowej, Adolf Janik z Dziedzic oraz leg. Kobiela z Karwiny i leg. Pawelec z Ostrawy.
Dnia 21 września 1914 roku o godzinie 14 Legion Śląski, żegnany przez wielotysięczne tłumy opuścił Cieszyn i wymaszerował do Mszany Dolnej, gdzie uformowano II Brygadę Legionów Polskich. Dnia 26 września odbyło się oficjalne zaprzysiężenie. Większość ochotników wraz z ochotnikami z Podhala wcielono do I batalionu 3 pułku Legionów Polskich. Około 250 sformowało 2 kompanię 3 pułku Legionów, na którego dowódcę wyznaczono Stefana Pasławskiego, a resztę rozdzielono po innych kompaniach. Dawnych komendantów Feliksa Hajduka oraz Jana Łyska mianowano podporucznikami dając im komendy I i IV plutonu, a Przepilińskiego mianowano porucznikiem i wyznaczono mu funkcję oficera prowiantowego 3 pułku.

## Udział w walkach

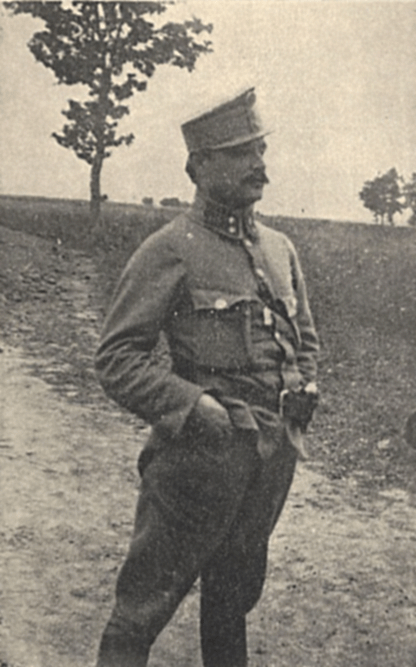
Założyciel Legionu Śląskiego Jan Łysek w mundurze porucznika II Brygady Legionów Polskich.

29 września legioniści śląscy wcieleni do II Brygady zostali skierowani do północno-wschodnich Węgier. W czasie I wojny światowej brali oni udział w walkach z wojskiem rosyjskim na terenie Karpat, Bukowiny i w Besarabii, leżących na terenie obecnej Ukrainy, Rumunii oraz Węgier.
Chrzest bojowy przeszli 24 października w dniu zajęcia Nadwórnej, gdzie po sforsowaniu wzgórz dostali się w dolinie pod rosyjski ogień artyleryjski w rejonie wsi Bitków (obecnie Ukraina). 29 października legioniści wzięli udział w całodniowej bitwie pod Młotkowem, w której kilkukrotnie bili się z żołnierzami rosyjskimi na bagnety. Trzeci pułk zmuszony do odwrotu spod Młotkowa bronił przełęczy Pantyrskiej, gdzie zajął umocnione pozycje.
Na przełomie stycznia i lutego 1915 roku brali udział w pięciodniowej bitwie pod Maksymcem, która odbywała się w 30 stopniowym mrozie, w której (1 lutego) Jan Łysek został ranny w biodro.
Legioniści walczli również w pierwszej bitwie pod Kostiuchnówką, gdzie poległ dowódca kompanii, porucznik Jan Łysek. W czasie odwrotu spod Młotkowa 2 kompania pod dowództwem podpor. Hajduka osłaniała odwrót dwóch batalionów, a później wraz z 1 kompanią odwrót całego 3 pułku, który później bronił Przełęczy Pantyrskiej.

## Upamiętnienie

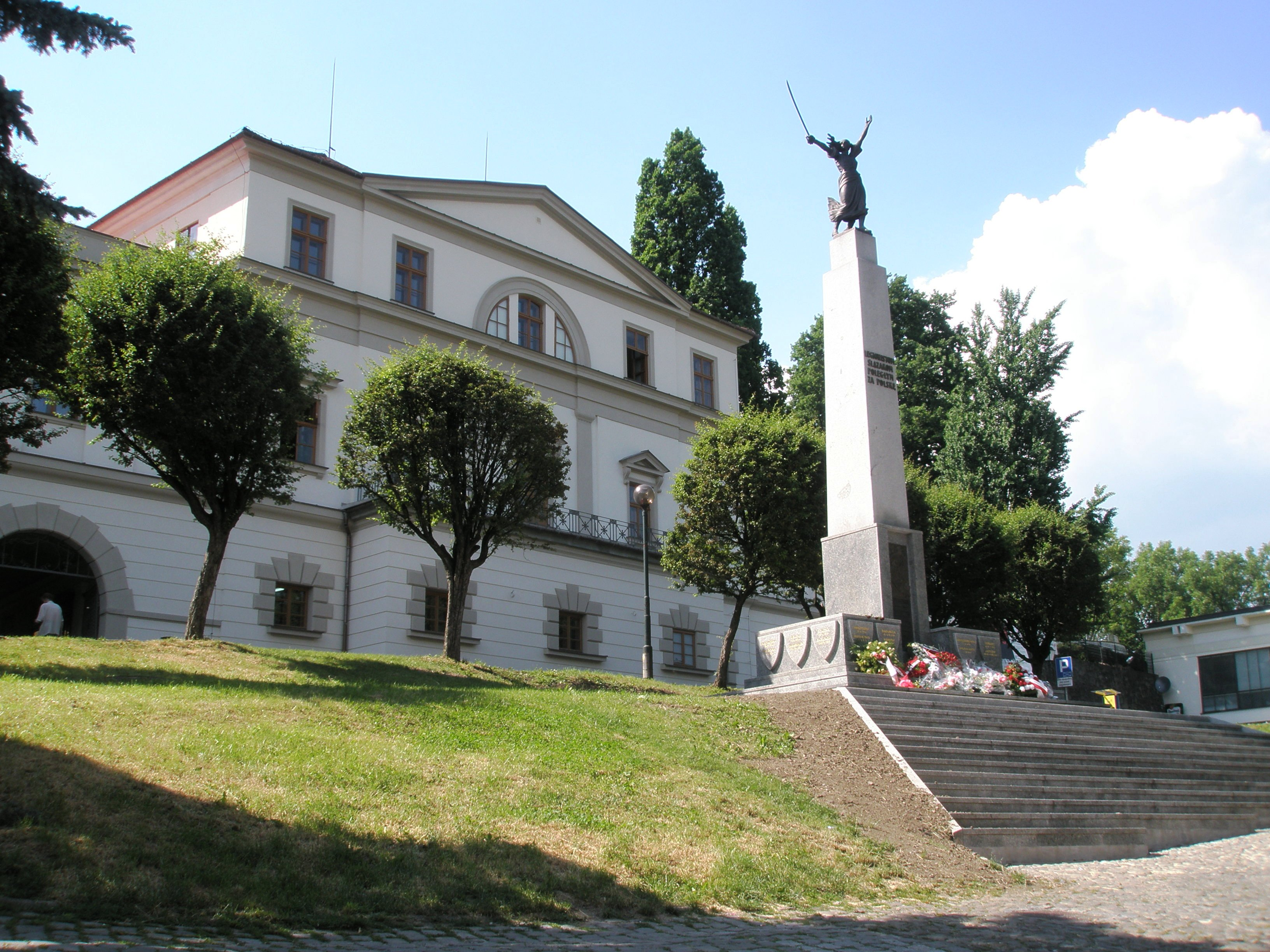
Pomnik ku czci legionistów śląskich poległych za Polskę w Cieszynie autorstwa Jana Raszki

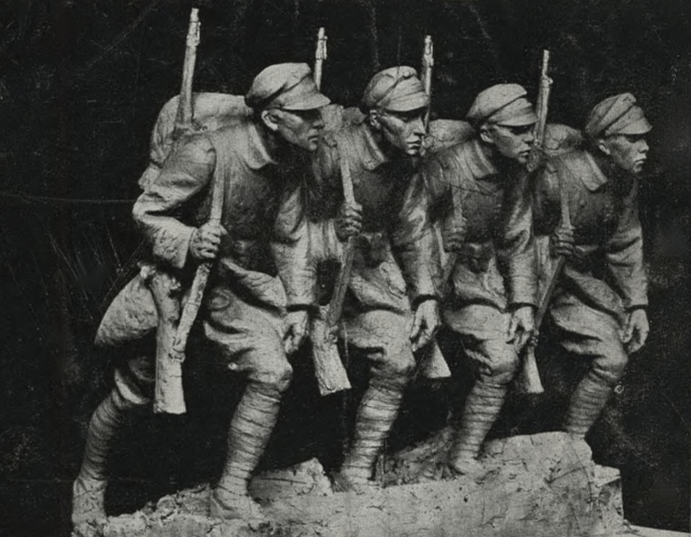
"Czwórka legionowa" – polscy legioniści, symbolizujący Królestwo Polskie, Małopolskę, Śląsk i Wielkopolskę – rzeźba Jana Raszki (1917).

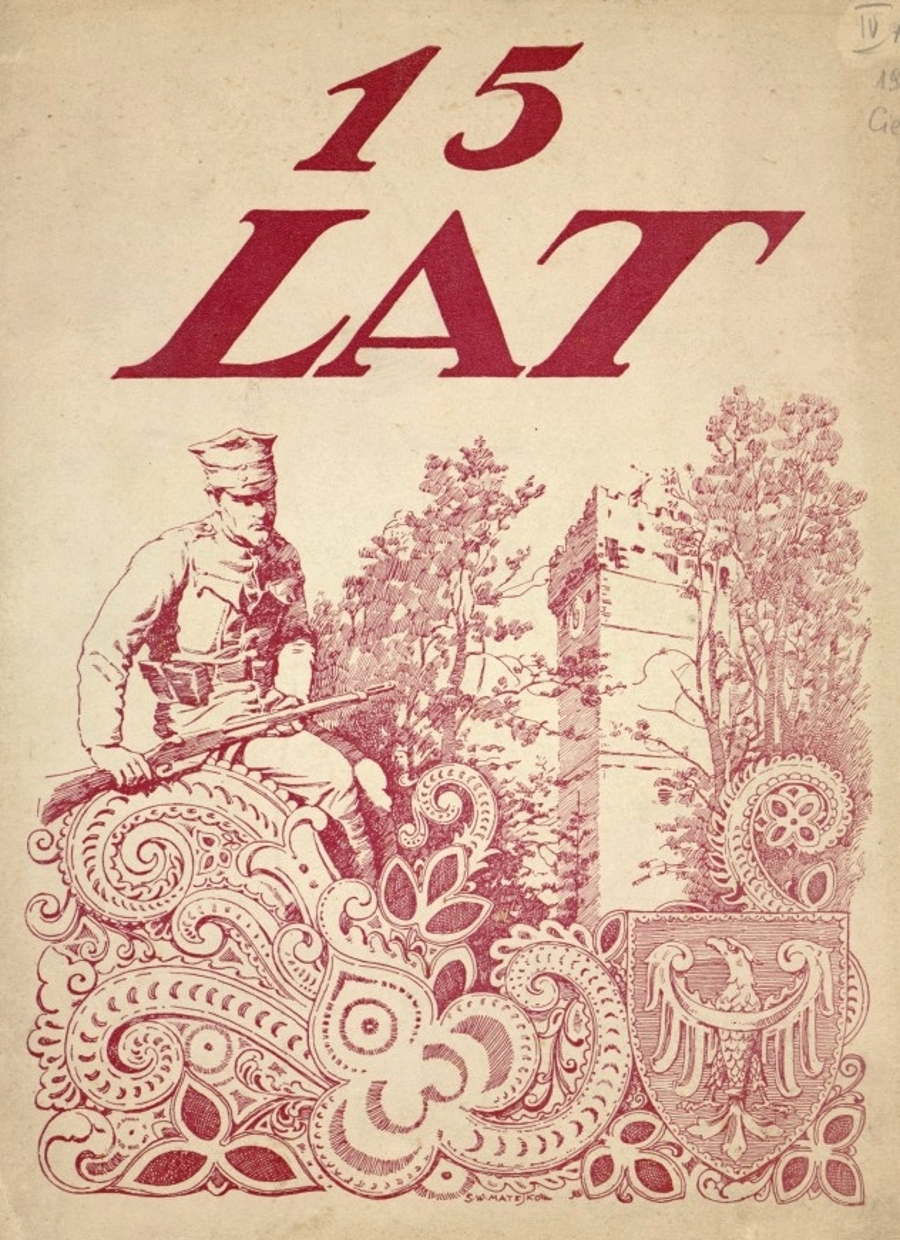
Grafika w 15 lecie utworzenia Legionu Śląskiego opublikowana w rocznicowym wydawnictwie z okazji zjazdu weteranów z 20 października 1929 roku

W okresie międzywojennym wydano kilka publikacji, ufundowano tablice pamiątkowe, a także wybudowano pomnik w Cieszynie autorstwa znanego rzeźbiarza Jana Raszki z Ropicy, który był jednym z weteranów Legionu Śląskiego.
W latach 1934–1939 śląskich legionistów upamiętniał Pomnik Ku Czci Legionistów Śląskich Poległych za Polskę zwany potocznie cieszyńską Nike lub Ślązaczką zaprojektowany i wykonany przez polskiego rzeźbiarza z Zaolzia Jana Raszkę. Po wybuchu II wojny światowej dnia 1 września 1939 roku został on zburzony przez Niemców. Metalowe części pozostałe w wyniku tej dewastacji zostały uratowane przez cieszyńskich harcerzy i były przechowywane w prywatnych mieszkaniach. Po wejściu Armii Czerwonej na miejscu po pomniku legionów nowe komunistyczne władze zainstalowały „Pomnik wdzięczności Armii Czerwonej” wykorzystując do tego zachowane fragmenty przedwojennego monumentu. W 1989 roku pomnik dedykowany radzieckiej armii został zburzony, a przy okazji nastąpiła także kompletna rozbiórka pozostałości przedwojennego pomnika Cieszyńskiej Nike.
Przez wiele lat śląscy legioniści byli zapomniani ponieważ w okresie PRL temat ten podlegał peerelowskiej cenzurze prewencyjnej. W dniu 22 marca 2003 roku w Cieszynie zawiązał się „Społeczny Komitet Odbudowy Pomnika”, który w 2005 roku doprowadził do jego odbudowy w pierwotnym kształcie.
Nieodbudowany został natomiast inny pomnik Jana Raszki - Pomnik wolności w Dziedzicach upamiętniający śląskich legionistów. Został on postawiony w 1924 roku w miejscowości ze składek społecznych i zniszczony w 1939 roku przez Niemców. Nie odbudowano go w okresie PRL z przyczyn politycznych. Obecnie w jego miejscu znajduje się jedynie pamiątkowa tablica. Od upadku komunizmu  w 1990 roku trwają dyskusje o jego odbudowie,

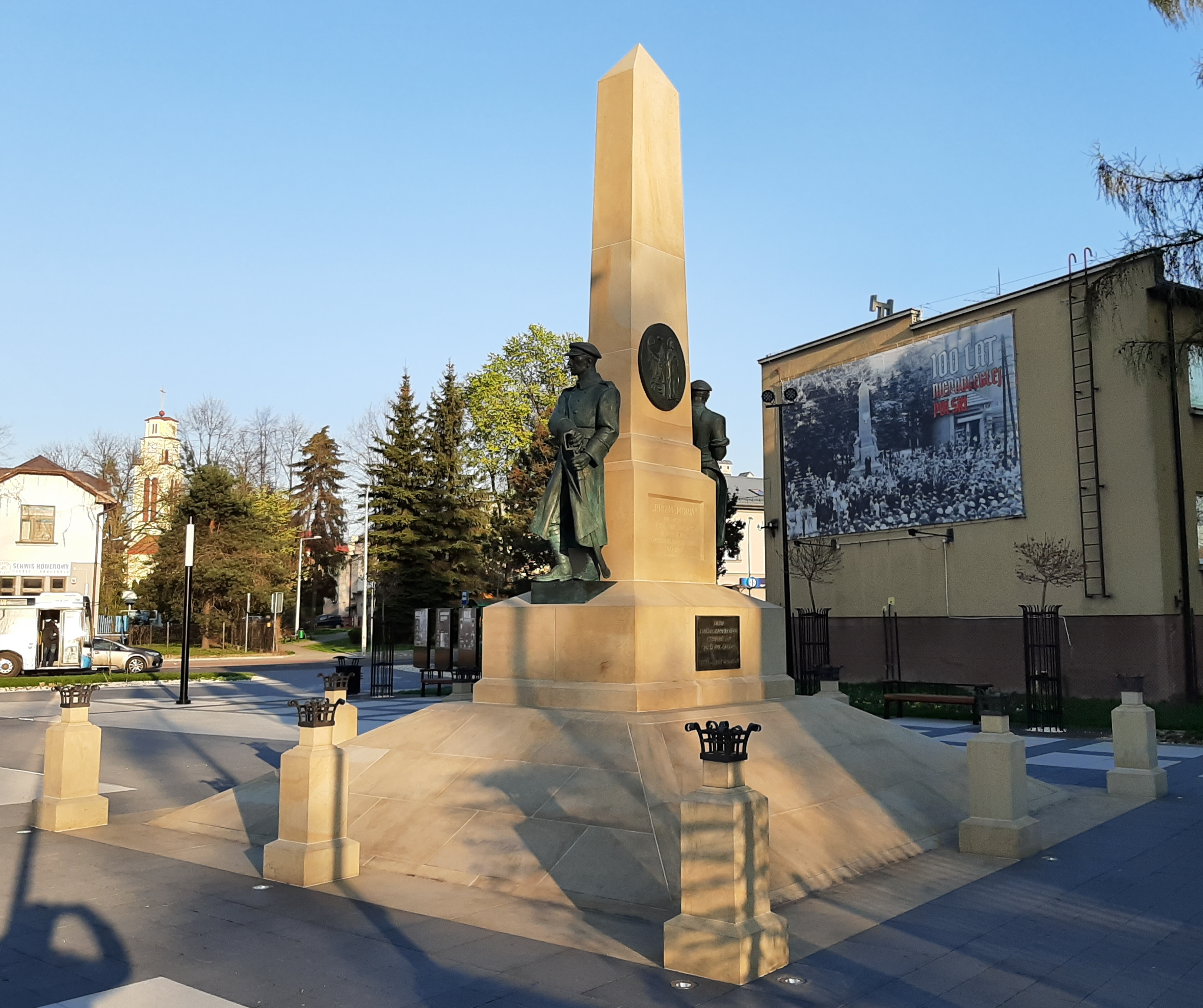
Odbudowany Pomnik Wolności z okazji 100 lecia odzyskania przez Polskę niepodległości

W 2018 roku z okazji 100-lecia odzyskania niepodległości przez Polskę odbyło się uroczyste odsłonięcie odbudowanego Pomnika Wolności, który w 1939 został wysadzony przez Niemców. Pomnik został odbudowany ze składek mieszkańców Czechowic-Dziedzic. Zmianie uległa jego lokalizacja. Pierwotnie Pomnik Wolności stał naprzeciw dworca kolejowego, przy ulicy Kolejowej, gdzie dziś znajduje się jego tablica pamiątkowa. Odbudowany Pomnik wolności mieści się przy Skwerze stulecia w centrum miasta w odległości kilkuset metrów od swego pierwotnego usytuowania.
W Cieszynie znajduje się ulica Legionu Śląskiego.